# Torneo de Hamburgo 2014
El bet-at-home Open - German Tennis Championships 2014 es un torneo de tenis perteneciente a la ATP en la categoría de ATP World Tour 500. Se disputará desde el 15 al 21 de julio de 2014 sobre polvo de ladrillo en el Rothenbaum Tennis Center, en la ciudad de Hamburgo, Alemania.

## Cabezas de serie

### Individual
| Tenista                | Ranking | Preclasificado |
| David Ferrer           | 7       | 1              |
| Fabio Fognini          | 15      | 2              |
| Tommy Robredo          | 18      | 3              |
| Alexandr Dolgopolov    | 19      | 4              |
| Mijaíl Yuzhny          | 22      | 5              |
| Roberto Bautista Agut  | 23      | 6              |
| Philipp Kohlschreiber  | 26      | 7              |
| Marcel Granollers      | 28      | 8              |
| Fernando Verdasco      | 29      | 9              |
| Guillermo García-López | 32      | 10             |
| Santiago Giraldo       | 34      | 11             |
| Federico Delbonis      | 38      | 12             |
| João Sousa             | 40      | 13             |
| Carlos Berlocq         | 41      | 14             |
| Andreas Seppi          | 45      | 15             |
| Leonardo Mayer         | 47      | 16             |

### Dobles
| Pareja                          | Ranking | Preclasificada |
| Alexander Peya Bruno Soares     | 6       | 1              |
| David Marrero Fernando Verdasco | 25      | 2              |
| Marcel Granollers Marc López    | 32      | 3              |
| Jamie Murray John Peers         | 55      | 4              |

## Campeones

### Individual Masculino
Leonardo Mayer venció a  David Ferrer por 6–7(3–7), 6–1, 7–6(7–4)

### Dobles Masculino
Marin Draganja / Florin Mergea vencieron a  Alexander Peya /  Bruno Soares